# ジム・コアー
ジェームズ・スティーヴン・イグナシウス・コアー（James Steven Ignatius Corr, MBE, 1964年7月31日 - ）は、アイルランドのシンガーソングライター。兄妹バンドザ・コアーズの長男。大英帝国勲章受勲。
ザ・コアーズでは、ギターをメインにキーボードやバッキング・ボーカルなどを担当。制作面でも兄妹の中で最も先導的な役割を果たしている。

## 略歴
3〜4歳の頃からキーボードの演奏を始め、11歳の頃からギターも弾き始める。15歳になる頃には近所のパブなど人前で演奏し始め、その後はバンドに加入してアメリカ軍の基地をツアーして周った。その間も両親や家族とのバンドも含めて様々なバンドで活動し、1991年からは兄妹でザ・コアーズを結成、今に至る。
2005年に音楽活動と慈善活動（献金など）が認められてエリザベス2世に大英帝国勲章メンバーを授与された。
2006年5月10日に長男を授かっている。これを受けて結婚する予定であったが、現在は離縁。
その他、ヘリコプターと小型飛行機のライセンスを持っている。